# Isolation thermique
Pour les articles homonymes, voir isolation.
 (août 2011).
Si vous disposez d'ouvrages ou d'articles de référence ou si vous connaissez des sites web de qualité traitant du thème abordé ici, merci de compléter l'article en donnant les références utiles à sa vérifiabilité et en les liant à la section « Notes et références ».

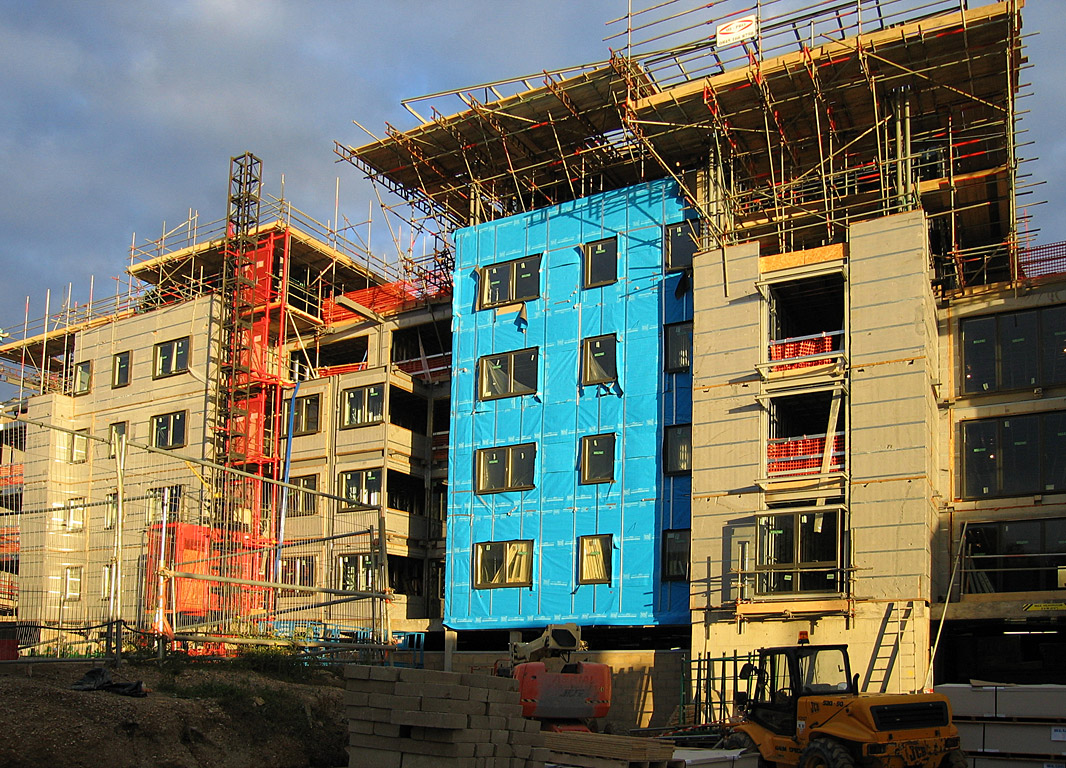
Isolation thermique effectuée par l'extérieur afin de limiter les ponts thermiques.

L’isolation thermique est l'ensemble des techniques mises en œuvre pour limiter les transferts de chaleur entre un milieu chaud et un milieu froid. L'isolation thermique est utilisée dans de nombreux domaines, notamment le bâtiment, l'industrie, l'automobile, la chaîne du froid, la cuisine et le textile. Elle permet de réduire la consommation énergétique, donc les coûts et les émissions de gaz à effet de serre.

## Échanges de chaleur
Un échange de chaleur se produit entre deux milieux dès qu'il existe une différence de température entre ces deux milieux et d’autant plus que l'écart de température est important. La chaleur se propage du milieu chaud vers le milieu froid par l’intermédiaire de la conduction, du rayonnement, de la convection ou par l'action simultanée d'un ou plusieurs de ces phénomènes.
Le but de l'isolation thermique est de réduire, voire supprimer, les échanges thermiques entre deux corps de températures différentes. Elle peut avoir pour but de garder la chaleur présente à l’intérieur d'un bâtiment, ou garder le froid dans un réfrigérateur, une chambre froide ou un congélateur. Cela passe par l'interposition d'un matériau isolant entre le milieu chaud et le milieu froid. Les panneaux sandwiches reposent sur ce principe et utilisent la mousse de polyuréthane (PUR), polyisocyanurate (PIR), la laine de roche, ou encore le nid d'abeilles comme matériau interstitiel.
Ce matériau, communément appelé « isolant thermique », peut simplement être constitué d'une petite couche d'air sec, voire par une couche de vide d'air entre les deux milieux à isoler comme dans une bouteille thermos.

## Bâtiment

Pertes thermiques d'un bâtiment.

L'isolation d'un bâtiment permet de diminuer les échanges de chaleur entre l'intérieur du bâtiment et l'environnement extérieur, et ainsi de diminuer les besoins de chauffage et, le cas échéant, de climatisation. Cette isolation est conçue en tenant compte des contraintes climatiques du lieu dans lequel se situe le bâtiment. L'isolation thermique est le principe de base de la maison passive. Elle emprisonne la chaleur à l'intérieur en hiver et garde le logement frais en été. Une meilleure isolation réduit la consommation d'énergie ; or, une réduction de la consommation d'énergie implique, la plupart du temps, une réduction des émissions de gaz à effet de serre (GES). Il s'agit donc d'un élément dans la lutte contre le réchauffement climatique.
La lutte contre le gaspillage d'énergie passe par l'isolation thermique des bâtiments (intérieur ou extérieur), qu'ils soient chauffés ou refroidis. Elle fait l'objet de réglementations dans de nombreux pays. En France, l'isolation des nouveaux logements est obligatoire, moyen efficace de réduire les dépenses de chauffage et de climatisation tout en améliorant le confort. Elle est encouragée par les pouvoirs publics, par exemple par le programme Isolto de la région Nord-Pas-de-Calais et plus généralement par le dispositif national MaPrimeRénov' et primes énergie.
La réglementation thermique française impose depuis 2012 à tout bâtiment construit ou rénové d'obtenir des indices d'isolation et d'étanchéité élevés et d'humidité bas. Le diagnostic de performance énergétique (DPE) ainsi que l'audit énergétique sont des études thermiques réglementaires visant à aider les particuliers à évaluer la classe énergétique d'un bien, que ce soit dans le cadre d'une acquisition, de sa location ou d'un projet de rénovation énergétique visant à en améliorer la consommation d'énergie primaire.
Selon Vincent Viguié, chercheur au Centre international de recherche sur l'environnement et le développement, le type de logement présent à la campagne (maisons individuelles plus grandes et généralement moins bien isolées) explique que les ménages y consomment 50 % plus d'énergie de chauffage. De manière générale, la densité d'habitations supérieure en villes permet aux citadins d'émettre deux fois moins de gaz à effet de serre que la moyenne, en France comme dans les pays voisins.
Le 22 février 2023, en France, dans le cadre du « plan Bâtiment durable » et du « Plan de sobriété », le gouvernement annonce un décret « thermostats et calorifugeage » qui devrait imposer que « tous les bâtiments résidentiels collectifs et tertiaires, les réseaux de distribution de chaleur (servant à l'eau chaude sanitaire ou au chauffage) situés hors du volume chauffé, ainsi que les réseaux de distribution de froid situés hors du volume refroidi, soient isolés avant 2025 »,.

## Expertise thermique

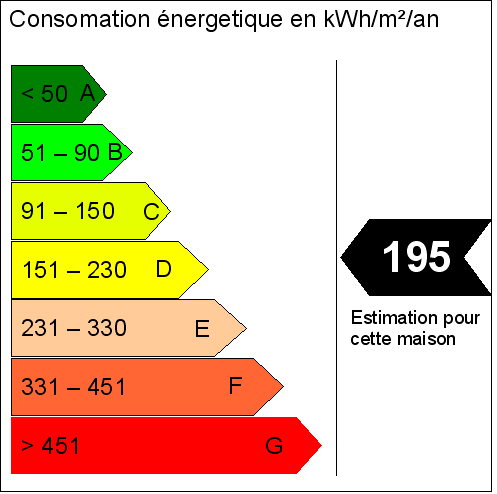
Indice DPE d'un bâtiment.

Une expertise thermique indique la qualité d'isolation d'une maison. Elle permet aussi de juger quelles solutions sont les plus adaptées afin d'améliorer les performances énergétiques et quelle est la rentabilité visée par ces changements.

## Isolation des canalisations

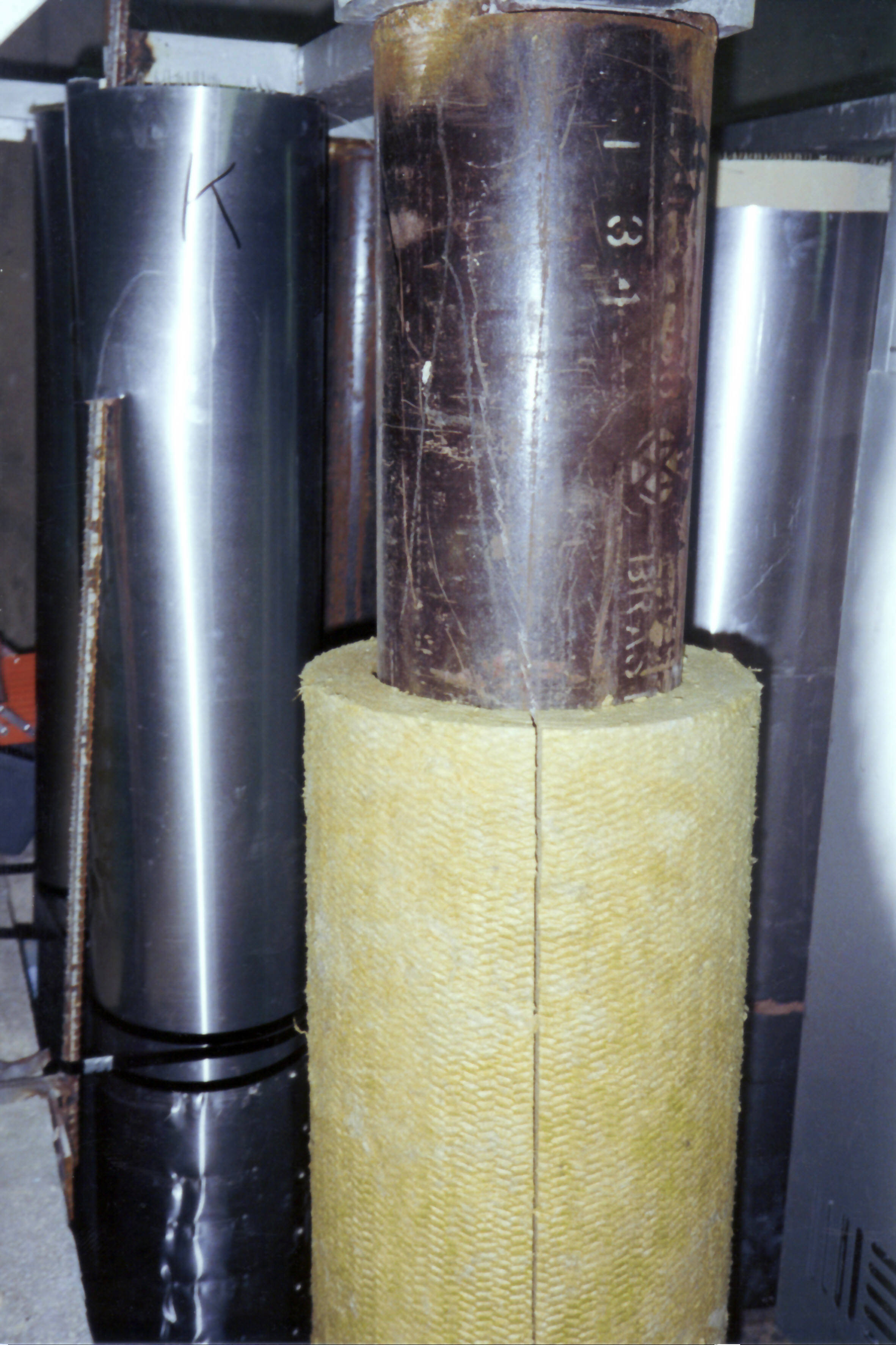
Exemple de coquille de laine de roche.

Les tuyauteries d’eau chaude doivent être isolées par mesure d’économie et celles d’eau froide pour éviter la condensation et la formation de givre ou de glace. Les écoulements (gouttières, égouts, évacuations des eaux usées et des eaux vannes) ne doivent pas être oubliés. Pour les tuyaux de faible diamètre (10 à 30 mm), il existe des gaines cylindriques (« manchons ») en mousse qui se découpent facilement et peuvent se poser sur des canalisations en place. L'isolation de tuyau de petit diamètre doit être faite avec un matériau performant, car sinon cela pourrait conduire, paradoxalement, à augmenter les déperditions du fait de la plus grande surface en contact avec l'extérieur.
Les robinets et autres accessoires peuvent être emmaillotés dans de la laine isolante maintenue par un film mince de polyéthylène et du ruban adhésif. Bien repérer à l’aide d’une étiquette visible la position et le rôle du robinet, cela peut être capital en cas de problème ou lors des opérations de maintenance.
Les regards extérieurs abritant des vannes (voire le compteur de chantier) doivent être isolés avec du polystyrène expansé s’ils ne sont pas suffisamment enterrés.